# 功绩勋章 (牙买加)
功绩勋章（Order of Merit）属于牙买加国家授勋及嘉奖制度的一部分，在6枚国家级勋章中排第4。功绩勋章的奖励对象是在科学、艺术、文学或其他领域取得杰出国际成就的牙买加公民；因同样原因而为牙买加做出贡献的外国公民也有资格获颁该勋章。在任何时期，该勋章的在世获得者人数都不得超过15。而且每年最多只能颁发给两人。